# 瀨戶內海式氣候

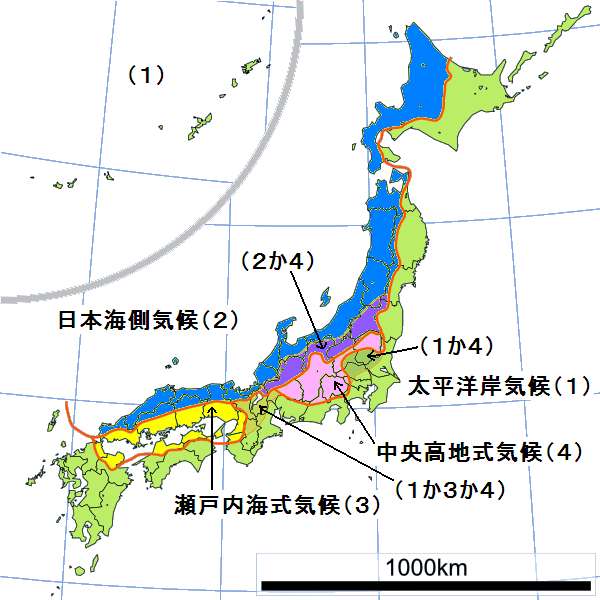
日本氣候分布圖：
日本海側氣候
太平洋側氣候
瀨戶內海式氣候
中央高地式氣候

瀨戶內海式氣候（瀬戸内海式気候／せとないかいしききこう）為日本的氣候分类之一。又稱瀨戶内式氣候（瀬戸内式気候／せとうちしききこう）或瀨戶内海型氣候。其特點是溫暖少雨。該氣候區內地方日照時間是日本第一。年降水量在1000～1400mm左右，且集中在梅雨期與颱風期間，其他季節少雨。陽光充足的天氣雖然十分怡人，但相對降水也較少，因此在夏季時有干旱。
作為對策，自古以來就有人在農地旁邊建造蓄水池。此外，由於太平洋側和日本海側的山區降下的雨水會通過河流流下，因此可以建設水壩（如德島縣北部和香川縣的吉野川）或利用上游區域的天然湖泊（如近畿地區的琵琶湖）來應對水不足問題。由於宅地化和水利改善，蓄水池數量呈減少趨勢，但現在大阪府的泉州地區、兵庫縣的東播磨地區和淡路島仍然存在大小各異的蓄水池（包括那些失去其原本用途的）。
香川縣因山地較少且經常缺水，以擁有大量蓄水池而聞名。自1989年以來，岡山縣岡山市降雨日數在全國縣廳所在地中最少，因此該市以「晴天之國」作為宣傳口號。

## 分布地方
- 近畿地方中部
  - 大阪府、兵庫縣南部、京都府南部、滋賀縣南部、奈良縣北部、和歌山縣北部、三重縣伊賀地方
- 中国地方
  - 岡山縣（北部部份地區除外）、廣島縣（北部部份地區除外）、山口縣（北部地區除外）
- 四国地方
  - 香川縣、愛媛縣東予地方及中予地方、德島縣北部
- 九州地方
  - 福岡縣北九州地方的大部份地區、大分縣北部及中部